# Amt Golßener Land
Het Amt Golßener Land was een samenwerkingsverband van vier gemeenten in lag in de Landkreis Dahme-Spreewald in de Duitse deelstaat Brandenburg. Het samenwerkingsverband werd in 1992 opgericht en zetelde in de stad Golßen. Oorspronkelijk bestond het verband uit negen gemeenten, maar door verschillende herindelingen daalde het aantal deelnemende gemeenten uiteindelijk tot vier. Op 1 januari 2013 fuseerde het met Amt Unterspreewald tot het nieuwe Amt Unterspreewald.

## Gemeenten
Het Amt bestond op het laatst uit de volgende gemeenten:
- Drahnsdorf met de Ortsteilen Drahnsdorf en Falkenhain en de gemeentedelen Krossen en Schäcksdorf
- Golßen met de stadsdelen Altgolßen, Landwehr, Prierow, de Ortsteilen Mahlsdorf en Zützen en de gemeentedelen Sagritz en Gersdorf
- Kasel-Golzig met de Ortsteilen Jetsch en Schiebsdorf en het gemeentedeel Zauche
- Steinreich met de Ortsteilen Glienig en Sellendorf en de gemeentedelen Damsdorf, Schenkendorf, Hohendorf en Schöneiche